# Лукинська (Красноборський район)
Лукинська (рос. Лукинская) — присілок в Красноборському районі Архангельської області Російської Федерації.
Населення становить 10 осіб. Входить до складу муніципального утворення Черевковське сільське поселення.

## Історія
Від 2004 року входить до складу муніципального утворення Черевковське сільське поселення.

## Населення
| 2002 | 2010 |
| ---- | ---- |
| 17   | ↘10  |